# Dexter Morgan
Dexter Morgan (nato Dexter Moser) è un personaggio immaginario, protagonista del romanzo La mano sinistra di Dio e della serie televisiva Dexter. È interpretato, nella serie TV, da Michael C. Hall.
Dexter è un serial killer esperto e metodico ma allo stesso tempo un esperto forense della polizia scientifica di Miami, specializzato nell'analisi delle tracce di sangue. Harry, il suo padre adottivo, gli ha insegnato a uccidere solo altri killer che sono sfuggiti al sistema legale o che non sono mai stati sospettati per i crimini commessi.

## Biografia
Il passato di Dexter viene descritto nel primo romanzo. Dexter inizia a uccidere i cuccioli del vicinato fin da bambino. Il suo padre adottivo, Harry, trova i resti degli animali e si accorge che il giovane Dexter è un sociopatico con un forte bisogno di uccidere. Cercando di evitargli un futuro nei guai con la legge, Harry decide di allenare Dexter a canalizzare questi istinti violenti in una direzione "positiva": gli insegna a essere un cauto, meticoloso ed efficiente killer e a non lasciare indizi. Questo lo aiuta a non diventare un sospettato degli omicidi. Harry insegna a Dexter come vivere una vita "pubblica" che svii i sospetti, fingendo emozioni e reazioni come tutti si aspettano da lui, ma che lui non prova. Più importante, Harry fornisce al ragazzo un sistema etico di regole che Dexter battezza "il codice di Harry"'. Il cuore di tali regole è quello di uccidere solo persone che sono a loro volta killer (ma anche pedofili e stupratori) e che non sono mai stati scoperti e inchiodati dalla legge, o che, se hanno pagato, comunque sono poi ricaduti nelle vecchie abitudini criminali. Il codice di Harry comprende anche l'agire sempre con la massima prudenza per non lasciare tracce e restare "invisibile" e insospettabile. Dexter uccide la prima vittima all'età di 20 anni. Harry, che sta morendo per una malattia cardiaca in un ospedale, dà a Dexter il permesso di uccidere una delle infermiere che stava uccidendo i pazienti con overdose di morfina.
Nella serie sono presenti anche la sorella adottiva di Dexter, Debra che fa l'agente e poi detective di polizia, Rita, la sua fidanzata e successivamente moglie e i due giovani figli di Rita: Astor e Cody.
Il primo romanzo e la prima stagione della serie televisiva sono incentrati sulla scoperta di Dexter del suo passato represso: quando Dexter aveva tre anni, lui e suo fratello maggiore Brian sono stati testimoni del brutale omicidio della madre da parte di trafficanti di droga e sono stati lasciati all'interno di un container con il corpo smembrato della madre in mezzo al suo sangue: questa esperienza ha lasciato i due fratelli emotivamente insensibili e portati alla violenza. Harry Morgan ha adottato Dexter. Brian invece viene messo in un istituto per il recupero di bambini mentalmente disturbati e, una volta dimesso, diventa un serial killer. Anni dopo lascia indizi a Dexter per creare una sorta di competizione amichevole tra i due. Quando Dexter finalmente scopre l'identità del killer permette a Brian di fuggire. Nella serie TV Dexter decide, controvoglia, di uccidere il fratello quando questi rende chiaro che non si sarebbe fermato fino a quando non avesse ucciso Debra, colpevole di essere sua rivale per le attenzioni del fratello.
Nella serie televisiva, durante uno scontro con la sua nemesi, il sergente James Doakes, Dexter dimostra notevoli capacità nel combattimento a mani nude. In seguito, Doakes scopre che Dexter è esperto di boxe, jujitsu e karate sin dagli anni del college. Scopre anche che Dexter era il miglior studente durante le lezioni di medicina, ma aveva rinunciato a una carriera di medico per diventare un esperto forense per la polizia scientifica.

### Personalità e psicologia

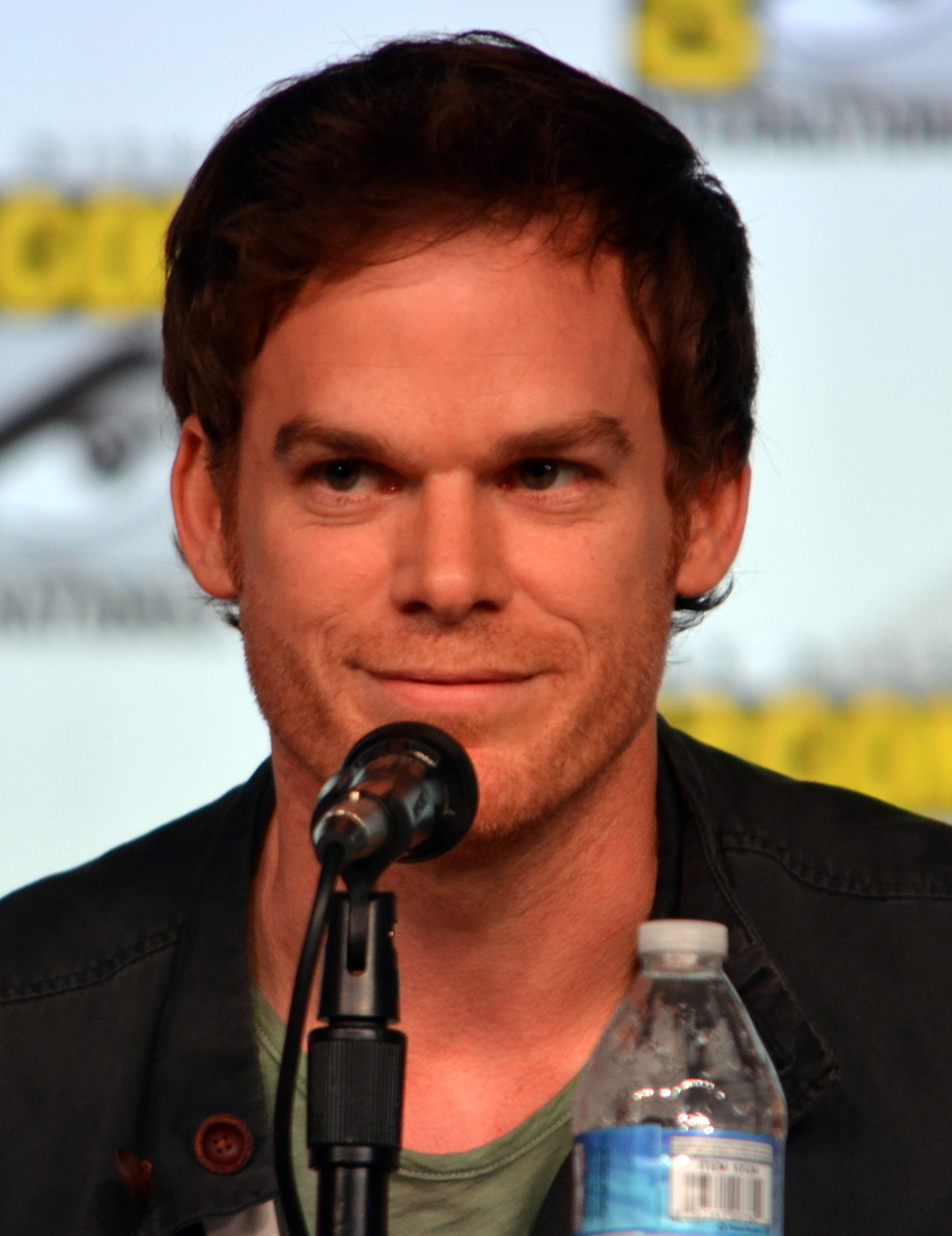
L'attore Michael C. Hall, interprete televisivo di Dexter Morgan.

Dexter Morgan è spinto a uccidere per soddisfare la voce interiore che lui chiama il passeggero oscuro. Quando tale voce non può essere più ignorata lui permette che il passeggero oscuro sieda al posto di guida. Nella serie televisiva, parlando del suo lavoro Dexter descrive il codice così: «non ho mai avuto intenzione di salvare vite, ma in effetti ciò è quello che faccio».
Nel terzo romanzo della serie (dal titolo Dexter in the Dark) viene rivelato tramite una terza persona narrante chiamata esso che il passeggero oscuro è una identità indipendente all'interno di Dexter invece che una costruzione psicologica deviata. Viene rivelato che esso è Moloch, una divinità adorata nell'antichità. Il passeggero oscuro fa parte della prole di esso (ottenuta tramite sacrifici umani) con cui condivide parte del proprio sapere. A un certo punto la prole era diventata troppo numerosa ed esso ne ha ucciso la maggior parte, alcuni di loro sono fuggiti nel nostro mondo. Nel romanzo, Dexter scopre la vera natura del passeggero oscuro quando questo lo abbandona per un breve periodo di tempo e lo costringe a cercare le possibili ragioni della propria esistenza.
Dexter si considera emotivamente distaccato dal resto delle persone: raccontando le proprie vicende si riferisce in varie occasioni agli umani come se lui non fosse uno di loro. Dexter fa spesso riferimento a una sensazione interna di vuoto e dice di uccidere per sentirsi vivo. Dexter afferma di non avere sentimenti o coscienza e che tutte le sue risposte emotive sono parte di una recita ben organizzata per nascondere chi o cosa sia in realtà. Dexter non prova interesse nell'amore o nel sesso e considera la propria relazione con Rita come parte del proprio travestimento.
Ci sono dei varchi nella barriera emotiva di Dexter. È fedele alla propria famiglia e in particolare al padre adottivo morto: «Se fossi capace di voler bene a una persona avrei voluto molto bene a Harry». Da quando Harry è morto l'unica famiglia di Dexter è rappresentata dalla sorella Debra. Alla fine del primo romanzo, Dexter ammette che non può ferire Debra o permettere a Brian di arrecarle danno perché si è affezionato a lei. Nell'ultimo episodio della seconda stagione della serie televisiva, Dexter finalmente ammette che ha bisogno delle altre persone nella propria vita.
A Dexter piacciono i bambini, trovandoli più interessanti dei loro genitori. Il rovescio della medaglia di questo aspetto è che Dexter si infuria molto quando le sue vittime hanno recato danno a dei bambini. Nel terzo romanzo della serie Dexter si accorge che Cody, il figlio di Rita, inizia a dare segni di sociopatia simili a quelli di Dexter alla stessa età e spera di potergli fornire una guida come aveva fatto Harry con lui. In un certo modo vede in Cody suo figlio. Questo fornisce anche una ragione per continuare la relazione con Rita, con cui si era fidanzato a causa di un fraintendimento (Rita aveva trovato un anello in una delle tasche di Dexter, anello proveniente da un dito amputato). L'inizio del terzo romanzo rivela che Cody non è il solo ad avere istinti violenti dato che entrambi i figli di Rita chiedono a Dexter di fare da insegnante. Alla fine Dexter prende molto seriamente il ruolo di padre adottivo di entrambi i bambini anche se tutto avviene nei suoi modi particolari. Per esempio, durante un appostamento, inizia a pensare se Cody si è lavato i denti prima di andare a letto e se Astor ha preparato il vestito per la foto scolastica. Questi pensieri lo distraggono dalla caccia della sua vittima e ciò lo infastidisce molto. Nella serie TV, Dexter devia anche dalla sua regola di uccidere solamente altri assassini per sistemare un pedofilo che stava seguendo Astor.
Dexter non ha molta affinità con gli animali, questo causa problemi quando cerca di seguire una vittima che possiede dei cuccioli. Dexter racconta di aver avuto un cane che abbaiava contro di lui fino a quando non se ne è dovuto liberare e di una tartaruga che si è nascosta nel proprio guscio fino a morire di fame pur di non aver a che fare con lui.

## Capacità
Sin da ragazzo, Dexter ha dimostrato una notevole intelligenza, che gli ha permesso di ottenere una laurea in medicina in poco tempo e con il massimo dei voti: a detta del suo professore, sarebbe potuto diventare un abile chirurgo; si è però accontentato di un lavoro da medico legale per poter essere a contatto diretto con la polizia ed accedere alle informazioni sui serial killer; è stato istruito da suo padre adottivo, un detective del Miami Police Department, sulle tecniche di pedinamento, di cattura e nella cancellazione delle prove e copertura degli omicidi, nonché nel celare agli occhi di tutti, compresa sua sorella adottiva Debra, la sua vera natura. Dexter è anche esperto nel combattimento corpo a corpo, con un ottimo pugilato e con conoscenze avanzate di Jujitsu, abbastanza da permettergli di sopraffare facilmente il tenente Doakes, un uomo molto più aitante di lui e con una passato nelle forze speciali (75th Ranger Regiment); la sua conoscenza delle arti marziali non si ferma solo al combattimento disarmato: infatti Dexter è molto abile anche con le armi bianche e da taglio e, grazie anche alla sua profonda conoscenza dell'anatomia umana, sfrutta questa sua abilità per torturare ed uccidere le sue vittime. Dexter è un superbo stratega e tattico e questo gli ha permesso di condurre una doppia vita senza essere scoperto per molto tempo.

### Modus operandi

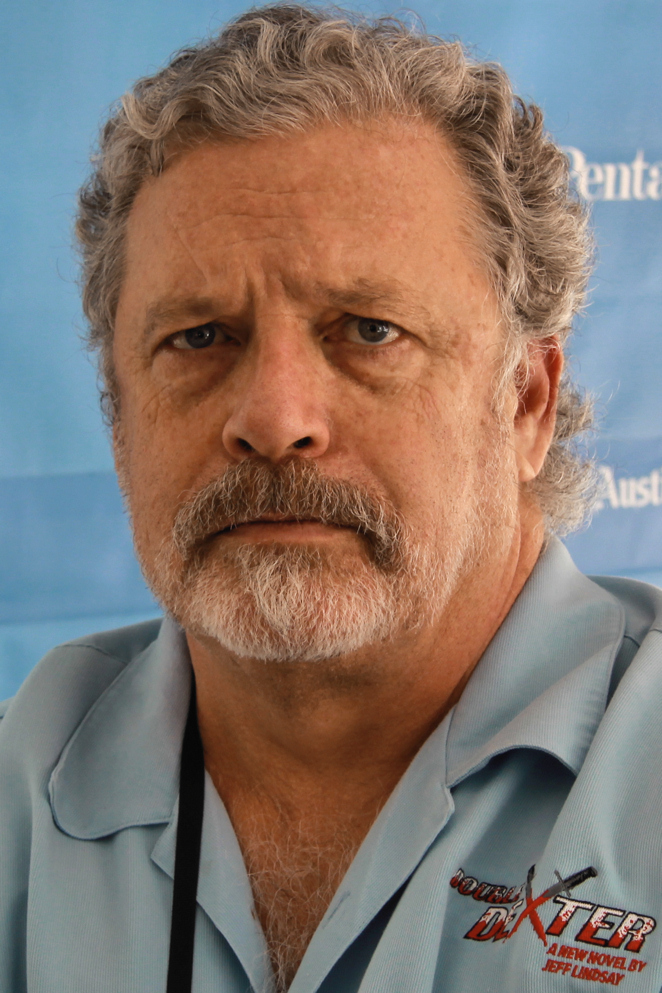
Lo scrittore Jeff Lindsay, creatore del personaggio letterario di Dexter Morgan.

Il modus operandi di Dexter ha come fine non solo quello di massimizzare la soddisfazione che deriva dall'uccidere le proprie vittime come fanno tutti gli assassini seriali, ma mira a minimizzare - se non eliminare - ogni indizio che potrebbe essere utilizzato dalla polizia scientifica e si assicura che le proprie vittime non siano degli innocenti, ma a loro volta degli assassini. Dexter passa una considerevole quantità di tempo a selezionare le proprie vittime in accordo con il codice insegnatogli dal padre adottivo; assassini multipli che hanno agito senza rimorso e sono sfuggiti alla giustizia tradizionale. Dexter prepara come un rituale il sito dove effettuare l'omicidio, coprendo tutto con plastica trasparente per catturare ogni minima quantità di sangue e per non lasciare segni dell'omicidio, spesso tutto viene decorato con oggetti o tracce relativi ai crimini della vittima e, in alcuni casi, con i cadaveri delle loro vittime.
Il modo con cui Dexter cattura le proprie vittime differisce tra i libri e la serie televisiva. In quest'ultima Dexter generalmente si avvicina alle vittime da dietro e inietta un anestetico (un tranquillizzante per animali chiamato etorfina o M99), rendendole incoscienti. L'iniezione è una tradizione iniziata con la sua prima vittima, l'infermiera dell'ospedale. In altri casi Dexter rende i propri bersagli innocui usando le braccia o una garrota per ridurre il flusso di sangue al cervello. Nei libri, come anche nella scena iniziale dell'episodio pilota della serie televisiva, si nasconde nel sedile posteriore dell'automobile della vittima e quindi usa un filo da pesca intorno alla gola quando questi si mette alla guida. Quindi minaccia la vittima di asfissiarla per costringerla a guidare fino al luogo in cui avverrà l'omicidio.
Una volta arrivati, Dexter strangola la vittima o usa il cappio per trascinarli sul luogo dell'uccisione. In tali casi le vittime vengono anestetizzate dopo essere state informate del suo verdetto. Quando la vittima riprende conoscenza si ritrova nuda e immobilizzata su una tavola con della plastica per alimenti o, in caso di vittime particolarmente forti, con del nastro adesivo. Nel caso non lo abbia già fatto Dexter parla con la vittima illustrando le prove dei suoi crimini. Nei romanzi il metodo comprende un'ulteriore esplorazione con vari coltelli molto affilati, nella serie televisiva il metodo preferito consiste in una ferita letale al cuore, gola o stomaco con armi di vario tipo. Il metodo viene variato in alcuni casi a seconda della vittima: Brian viene ucciso tagliandogli la gola con un coltello da cucina, un capo gang viene ucciso con un colpo di machete al cuore e colpisce Lila con un coltello. Inoltre uccide il killer di sua madre, Jimenez Santos, allo stesso modo con cui sua madre era stata uccisa: smembrandolo con una sega elettrica.
Poco prima dell'omicidio Dexter colleziona dei trofei dalle vittime per poter ricordare l'esperienza. Tipicamente Dexter taglia la guancia della vittima con un bisturi sotto l'occhio destro e colleziona un campione di sangue che conserva con dei vetrini da laboratorio. Nella serie televisiva, Dexter conserva i campioni di sangue delle vittime in un contenitore di legno che nasconde all'interno del condizionatore dell'aria del suo appartamento a Palm Terrace (Miami, FL), nei romanzi i campioni vengono conservati in una scatola di palissandro nella sua libreria.
Alla fine, le vittime vengono fatte a pezzi, chiuse in sacchi per la spazzatura che vengono appesantiti con dei sassi presi dal porto in cui tiene la barca. I sacchi sono sigillati con il nastro adesivo e quindi gettati in mare dalla barca in una posizione ben precisa nell'Oceano. Nella serie televisiva il punto in cui i cadaveri vengono scaricati viene scoperto da alcuni sub e questo costringe Dexter a portare i corpi più al largo in modo che vengano presi dalla Corrente del Golfo e portati in mare aperto.

### Famiglia biologica
Sia la serie televisiva che il primo romanzo della serie rivelano che Dexter e il suo fratello maggiore Brian furono rinchiusi da bambini in un container nel Porto di Miami per due giorni. Circondati dai cadaveri, affamati e seduti nel sangue delle vittime. Uno dei cadaveri era quello della madre dei due bambini. Un trafficante di droga aveva ucciso lei e altre persone con una sega elettrica e i due bambini avevano assistito a tutta la scena. Dexter fu adottato dal detective Harry Morgan mentre Brian fu lasciato all'assistenza sociale. Dexter non venne a conoscenza di questo se non da adulto quando incontrò il fratello alla fine di un'indagine per omicidio.
Nella serie televisiva viene spiegato che Harry è stato il poliziotto che ha trovato Dexter e il fratello mentre questo fatto non è presente nei romanzi. Un'ulteriore differenza è data dalla figura della madre di Dexter che nella serie televisiva viene descritta come un'informatrice della polizia con cui Harry stava avendo una relazione extraconiugale. Alla fine del primo romanzo viene fatto intendere che Harry avesse sempre saputo dell'esistenza del fratello di Dexter, ma aveva deciso di non adottarlo in quanto più grande e quindi più probabilmente traumatizzato dall'assassinio della madre.
Nei libri il fratello di Dexter è conosciuto semplicemente come Brian, quando Dexter era piccolo aveva problemi a dire Brian così chiama il fratello Biney. Nella serie televisiva la madre di Dexter è Laura Moser. Sempre nella serie televisiva il nome del padre di Dexter è Joe Driscoll, ma Dexter non riesce a trovare alcuna traccia più vecchia di 30 anni. L'unico punto di contatto tra padre e figlio avviene quando un giovane Dexter invia al padre una lettera di ringraziamento per una trasfusione di sangue che ha ricevuto dopo un incidente (viene spiegato che Dexter ha un gruppo sanguigno raro). Dato che Harry aveva convinto Driscoll a donare il sangue in segreto, Dexter non scopre da dove il sangue proviene. Il padre viene ucciso da Brian con un'iniezione di insulina per simulare un attacco di cuore e viene rivelato che Driscoll aveva ricevuto la visita di un antennista TV poco prima la sua morte e una anziana vicina di casa riconosce Brian come tale riparatore. Il corpo di Driscoll viene cremato prima che Dexter possa ottenere delle prove. Poco prima della fine del primo libro Brian e Dexter si incontrano in un container simile a quello in cui sono stati trovati da bambini e Brian racconta quello che era successo. Per quello che ne sapeva uno dei corpi che li circondavano poteva essere quello di loro padre.

### Elenco degli omicidi
Questo è un elenco degli omicidi commessi da Dexter nella serie televisiva. Questo elenco non comprende le persone morte a causa delle azioni indirette di Dexter, come Anthony Moretti, Harry Morgan, Ellen Wolf, James Doakes, Kyle Butler, Billy Fleeter, Rita Morgan e María LaGuerta; anche se ciò non significa che non si possa sentire responsabile della loro morte. Ugualmente, non comprende gli omicidi eseguiti materialmente dai suoi eventuali complici come Miguel Prado e Lumen Pierce.
Durante la serie televisiva le persone mostrate uccise da Dexter sono 74 divise rispettivamente in 11 nei flashback e nel prequel Dexter: Original Sin, 7 nella prima serie, 8 per la seconda, 9 nella terza serie, 5 nella quarta, 6 nella quinta, 11 nella sesta, 6 nella settima e 5 nell'ottava. Dopo 10 anni di astinenza, Dexter torna a uccidere nelle miniserie New Blood e Dexter: Resurrection. Nella prima puntata della quinta stagione Dexter afferma di aver ucciso 68 persone, quindi il totale degli omicidi conosciuti è di 117 persone.
| Nome                      | Attore/Attrice         | Motivazione                                                                         | Episodio    | Rispetta il Codice di Harry? |
| ------------------------- | ---------------------- | ----------------------------------------------------------------------------------- | ----------- | ---------------------------- |
| Mary, la prima infermiera | Denise Crosby          | Angelo della morte, uccideva i pazienti malati con overdose di morfina              | 1x03 (FB)   | Si                           |
| Tony Ferrer               | Roberto Sanchez        | Strozzino, uccide i clienti che non riescono a pagare                               | DOS 1x03    | Si                           |
| Levi Reed                 | Jeff Daniel Phillips   | Ha sterminato una famiglia                                                          | DOS 1x06    | Si                           |
| Aaron Spencer             | Patrick Dempsey        | Ha ucciso un bambino e torturato suo figlio                                         | DOS 1x10    | Si                           |
| Gene Marshall             | Benton Jennings        | Uccise sette persone in un incendio doloso                                          | 1x06 (FB)   | Si                           |
| Alex Timmons              | Demetrius Grosse       | Uccise tre ragazzini                                                                | 1x06 (FB)   | Si                           |
| Cindy Landon              | Julie Dolan            | Uccise il marito per denaro                                                         | 1x06 (FB)   | Si                           |
| Juan Ryness               | Sconosciuto            | Assassinò una prostituta                                                            | 2x10 (FB)   | Si                           |
| Uomo al bar               | Michael Gambino        | Presumibilmente assassino                                                           | 5x01 (FB)   | Si                           |
| Phillip Barnes            | Sconosciuto            | Fotografo, killer di aspiranti modelle                                              | 7x05 (FB)   | Si                           |
| Wiggles                   | Michael Laurence       | Clown, pedofilo e assassino                                                         | DNB 09 (FB) | Si                           |
| Mike Donovan              | Jim Abele              | Stuprò e uccise tre ragazzini                                                       | 1x01        | Si                           |
| Jamie Jaworski            | Ethan Smith            | Uccise una donna in un film snuff                                                   | 1x01        | Si                           |
| Matt Chambers             | Sam Trammell           | Ha menomato e ucciso diverse vittime mentre guidava in stato di ebbrezza            | 1x02        | Si                           |
| Jorge Castillo            | José Zúñiga            | Trafficante di esseri umani che uccise i clienti che non potevano pagare            | 1x05        | Si                           |
| Valerie Castillo          | Valerie Dillman        | Trafficante di esseri umani che uccise i clienti che non potevano pagare            | 1x05        | Si                           |
| Emmett Meridian           | Tony Goldwyn           | Manipolò almeno tre donne convincendole a suicidarsi                                | 1x08        | Si                           |
| Brian Moser               | Christian Camargo      | Era il killer del camion frigo, assassinò numerose prostitute.                      | 1x12        | Si                           |
| Little Chino              | Matthew Willig         | Sicario di una gang                                                                 | 2x02        | Si                           |
| Roger Hicks               | Don McManus            | Assassinò due donne                                                                 | 2x03        | Si                           |
| Ken Olson                 | Silas Weir Mitchell    | Vigilante auto-proclamatosi che effettivamente commise un omicidio puro e semplice. | 2x06        | Si                           |
| Santos Jimenez            | Tony Amendola          | Assassinò la madre di Dexter                                                        | 2x08        | Si                           |
| Jose Garza                | Sconosciuto            | Assassino e trafficante di droga                                                    | 2x10        | Si                           |
| Esteban Famosa            | Gilbert Saldivar       | Autodifesa                                                                          | 2x11        | No                           |
| Teo Famosa                | Wilmer Calderon        | Autodifesa                                                                          | 2x11        | No                           |
| Lila Tournay              | Jaime Murray           | Bruciò l'ex fidanzato e assassinò il sergente Doakes                                | 2x12        | Si                           |
| Uomo al luna park         | sconosciuto            | sconosciuto                                                                         | 3x01        | Si                           |
| Oscar Prado               | Nick Hermz             | Autodifesa                                                                          | 3x01        | No                           |
| Fred "Freebo" Bowman      | Mike Erwin             | Spacciatore e assassino di due ragazze del college                                  | 3x02        | Si                           |
| Nathan Marten             | Jason Kaufman          | Pedofilo, ha mostrato un'attenzione morbosa verso la figliastra di Dexter, Astor    | 3x03        | No                           |
| Ethan Turner              | Larry Sullivan         | Uccise tre delle sue mogli per il loro denaro                                       | 3x05        | Si                           |
| Clemson Galt              | Blake Gibbons          | Assassino neonazista                                                                | 3x06        | Si                           |
| Camilla Figg              | Margo Martindale       | Richiese a Dexter l'eutanasia perché era malata terminale di cancro                 | 3x07        | No                           |
| Miguel Prado              | Jimmy Smits            | Uccise Ellen Wolf e aveva intenzione di uccidere María LaGuerta                     | 3x11        | Si                           |
| George W. King            | Jesse Borrego          | Assassino e torturatore conosciuto come "Lo Scorticatore"; rapisce Dexter           | 3x12        | Si                           |
| Benito Gomez              | Gino Aquino            | Picchiò a morte due persone                                                         | 4x01        | Si                           |
| Zoey Kruger               | Christina Cox          | Uccise marito e figlia                                                              | 4x04        | Si                           |
| John Farrow               | Greg Ellis             | Innocente: gli omicidi furono commessi dal suo assistente                           | 4x07        | No                           |
| Stan Beaudry              | Ian Patrick Williams   | Uccise una prostituta                                                               | 4x11        | Si                           |
| Arthur Mitchell           | John Lithgow           | Prolifico serial killer attivo da 30 anni, conosciuto come "Trinity Killer"         | 4x12        | Si                           |
| Rankin                    | Brad Carter            | Raptus omicida                                                                      | 5x01        | No                           |
| Boyd Fowler               | Shawn Hatosy           | Serial killer di giovani donne                                                      | 5x03        | Si                           |
| Dan Mondell               | Sean O'Bryan           | Stupratore seriale e killer come Boyd Fowler                                        | 5x06        | Si                           |
| Lance Robinson            | Chad Allen             | Assassino di quattro omosessuali                                                    | 5x06        | Si                           |
| Cole Harmon               | Chris Vance            | Stupratore seriale e assassino                                                      | 5x08        | Si                           |
| Stan Liddy                | Peter Weller           | Lo uccide per auto-difesa                                                           | 5x11        | [ 10 ]                       |
| Ben, paramedico           | Turner Dixon           | Lasciava morire alcune persone ferite per poi venderne gli organi                   | 6x01        | Si                           |
| Roger, paramedico         | Grant Mathis           | Lasciava morire alcune persone ferite per poi venderne gli organi                   | 6x01        | Si                           |
| Joe Walker                | John Brotherton        | Uccise la moglie inscenandone il suicidio                                           | 6x01        | Si                           |
| Julio Benes               | Luis Moncada           | Gangster. Ha ucciso un barbiere che non voleva pagarlo                              | 6x02        | Si                           |
| Walter Kenney             | Ronny Cox              | Serial killer conosciuto come "Fatina dei denti"                                    | 6x03        | Si                           |
| Nick                      | Germaine De Leon       | Ha ucciso Fratello Sam                                                              | 6x06        | Si                           |
| Norm                      | Scott Michael Campbell | Ha tentato di estorcere soldi a Dexter                                              | 6x07        | No                           |
| Steve Dorsey              | Kyle Davis             | Collaboratore di Travis Marshall, contribuisce a pugnalare Holly Benson             | 6x10        | Si                           |
| Beth Dorsey               | Jordana Spiro          | Collaboratrice di Travis Marshall, ma non ha mai ucciso nessuno                     | 6x11        | No                           |
| Alberto                   | Al Vicente             | Trafficante di esseri umani                                                         | 6x12        | No                           |
| Travis Marshall           | Colin Hanks            | Serial killer conosciuto come "Il killer dell'Apocalisse"                           | 6x12        | Si                           |
| Viktor Baskov             | Enver Gjokaj           | Killer della mafia ucraina                                                          | 7x01        | Si                           |
| Raymond "Ray" Speltzer    | Matt Gerald            | Serial killer di giovani donne; si ispirava alla leggenda del Minotauro             | 7x04        | Si                           |
| Affiliato Koshka          | Sconosciuto            | Presunto killer                                                                     | 7x08        | No                           |
| Oleg Mickic               | Karl Herlinger         | Killer della mafia ucraina                                                          | 7x09        | Si                           |
| Clint McKay               | Jim Beaver             | Padre di Hannah, voleva incastrarla                                                 | 7x10        | No                           |
| Hector Estrada            | Nestor Serrano         | Mandante dell'omicidio di Laura Moser                                               | 7x12        | Si                           |
| Andrew Briggs             | Rhys Coiro             | Scassinatore                                                                        | 8x01        | No                           |
| Ron Galuzzo               | Andrew Elvis Miller    | Cannibale                                                                           | 8x03        | Si                           |
| Albert J. Yates           | Aaron McCusker         | Serial killer di donne                                                              | 8x05        | Si                           |
| Oliver Saxon              | Darri Ingolfsson       | Serial killer conosciuto come "Il chirurgo del cervello"                            | 8x12        | Si                           |
| Debra Morgan              | Jennifer Carpenter     | In stato vegetativo a causa dello scontro con Oliver Saxon                          | 8x12        | [ 11 ]                       |
| Matt Caldwell             | Steve M. Robertson     | Ha causato la morte di 5 persone provocando intenzionalmente un incidente in barca  | DNB 01      | Si                           |
| Jasper Hodge              | Kellan Rhude           | Spacciatore di droghe sintetiche artigianali                                        | DNB 05      | No                           |
| Elric Kane                | Shuler Hensley         | Autodifesa                                                                          | DNB 08      | No                           |
| Kurt Caldwell             | Clancy Brown           | Serial killer, ha ucciso circa 25 donne                                             | DNB 09      | Si                           |
| Logan                     | Alano Miller           | Poliziotto, lo uccide per evadere                                                   | DNB 10      | No                           |
| Ronald Schmidt            | Marc Menchaca          | Serial killer noto come "il passeggero oscuro"                                      | DR 03       | Si                           |

Questo è un elenco degli omicidi commessi da Dexter nei romanzi. Ci sono altre 34 vittime uccise prima delle vicende narrate in Dexter il vendicatore e almeno altre quattro prima del libro Dexter's Final Cut.
| Nome                        | Motivazione                                                | Libro                 |
| --------------------------- | ---------------------------------------------------------- | --------------------- |
| L'infermiera                | Uccideva i pazienti malati                                 | Dexter il vendicatore |
| Falegname (Duarte)          | Serial killer                                              | Dexter il vendicatore |
| Padre Donovan               | Stuprò e uccise tre ragazzini                              | Dexter il vendicatore |
| Jamie Jaworski              | Bidello killer                                             | Dexter il vendicatore |
| Randy Macgregor             | Uccise cinque ragazzini dopo aver venduto case ai genitori | Dexter il devoto      |
| Steve Reiker                | Fotografo pedofilo complice di Macgregor                   | Dexter il devoto      |
| Alexander Macauley "Zander" | Serial killer di barboni                                   | Dexter l'oscuro       |
| Due guardie                 | Custodivano i prigionieri del culto Moloch                 | Dexter l'oscuro       |
| Darius Starzak              | Uccise diversi bambini in Bosnia                           | Dexter l'oscuro       |
| Jerry Wilkins               | Complice di Starzak                                        | Dexter l'oscuro       |
| Alex Doncevic               | Mutilava le persone                                        | Dexter l'esteta       |
| Victor Chapin               | Dipendente di Kukarov                                      | Dexter il delicato    |
| Cannibale                   | Mangiava persone                                           | Dexter il delicato    |
| Bobby Acosta                | Capo della banda di cannibali                              | Dexter il delicato    |
| Steve Valentine             | Stuprò e strangolò tre ragazzini                           | Doppio Dexter         |
| Bernard Elan                | Assassino                                                  | Doppio Dexter         |
| Uomo sconosciuto            | Presumibilmente un assassino                               | Dexter's Final Cut    |
| Patrick Bergmann            | Stalker di Jackie Forrest                                  | Dexter's Final Cut    |
| Frank Kraunauer             | Avvocato di Dexter che passava informazioni a Raul         | Dexter is Dead        |
| Ivan                        | Assoldato per tentare di uccidere Dexter                   | Dexter is Dead        |
| Guardie di Raul             | Uccise per raggiungere Raul                                | Dexter is Dead        |